# Aquiles Talón
Aquiles Talón (Achille Talon) es una serie de historieta humorística creada por el guionista y dibujante belga Greg en 1963, así como el nombre de su personaje principal. Es una de las series más conocidas en los países francófonos, con unos 6 millones de álbumes vendidos, según Dargaud.

## Trayectoria editorial
La serie fue originalmente publicada en la revista de historietas francesa Pilote y luego en álbumes por la editorial Dargaud, siendo posteriormente traducida a otros idiomas. De esta manera, fue publicada también en español por la editorial Bruguera en revistas como Bravo y Din Dan a partir de 1968.  
Inicialmente, la serie se componía de historias cortas de pocas páginas, normalmente una o dos, que desarrollaban un gag. Sin embargo a partir de Achille Talon et le mystère de l'homme à deux têtes (álbum número 14, publicado en 1976), se empezaron también a publicar aventuras largas de unas 50 páginas, que desarrollaban una historia completa. Entre los 42 álbumes dibujados por Greg, hubo 17 álbumes de aventuras largas. Generalmente, éstas se desarrollan en otro país o región, mientras se reservan la mayoría de los gags para la ciudad de residencia del personaje.
Un total de 42 álbumes fueron publicados hasta que Greg interrumpió la serie a principios de los años 1990. Sin embargo, y a pesar de la muerte de Greg en 1999, hoy se continúan publicando álbumes con nuevos artistas.

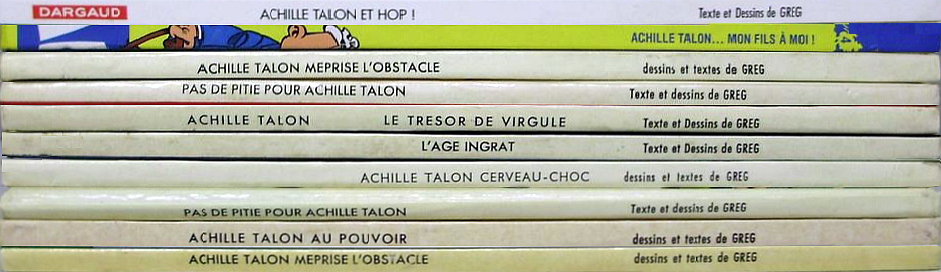
Lomos de algunos álbumes.

## Argumento y personajes
Aquiles Talon vive en casa de sus padres, Alambic Dieudonné Corydon Talon (aunque normalmente se utiliza el apodo Papa Talon) y Madame Talon (no se conoce su nombre de soltera). También tiene una novia, Virgule de Guillemets (traducción literal: Coma de Comillas).
La mayoría de los gags inciden en sus difíciles relaciones con su vecino Hilarion Lefuneste, (Funestini en la versión española, traducción literal Hilarión Elfunesto), pero también con otros habitantes de su barrio: el comerciante polivalente Vincent Poursen, el médico Pécule (traducción literal: Peculio), el exmilitar Lafrime (traducción literal Laapariencia) y el aristócrata Constant d'Anlayreur, todos caricaturas de personajes estereotipados. 

Algunas historias se desarrollan en el lugar de su trabajo de Aquiles: la sede de la revista Polite, una caricatura de Pilote, la revista real en la cual se pre-publicaba la serie. Otras, por el contrario, transcurren durante las vacaciones del personaje, a menudo en la playa.

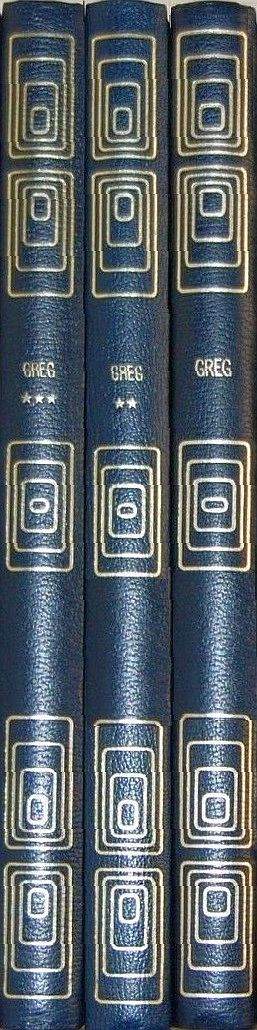
Reedición de Lombardi.

## Historietas de Aquiles Talón
- 1968 Las ideas de Aquiles Talón (Les Idées d'Achille Talon, cerveau-choc !, 1966) - en español: Editorial Bruguera
- 1976 El misterio del hombre de dos cabezas (Le Mystère de l'homme à deux têtes, 1976)
- 1980 La edad del pavo (Aquiles Talón) (L'Âge ingrat, 1980)
- 1980 Aquiles Talón y el espíritu de Eloy (L'Esprit d'Éloi, 1980)
- 1981 La ley del «bidouble» (La Loi du bidouble, 1981)
- 1982 No hay (gracias a Dios) más que un solo Aquiles Talón (''Il n'y a (Dieu merci) qu'un seul Achille Talon, 1982)
- 1985 El Archipiélago de Sanzunron (L'Archipel de Sanzunron)
- 1987 Aquiles Talón contra el doctor Chacal y el señor Bide (Achille Talon contre docteur Chacal et mister Bide !, 1987)
- 1996 Viva Papá (Viva Papa !, 1978)

### En francés
1. Les Idées d'Achille Talon, cerveau-choc ! (1966)
2. Achille Talon aggrave son cas ! (1967)
3. Achille Talon persiste et signe (1969)
4. Mon fils à moi ! (1970)
5. L'Indispensable Achille Talon (1971)
6. Achille Talon au pouvoir (1972)
7. Les Insolences d'Achille Talon (1973)
8. Achille Talon méprise l'obstacle (1973)
9. Les Petits Desseins d'Achille Talon (1974)
10. Le Roi de la science-diction (1974)
11. Brave et honnête Achille Talon (1975)
12. Achille Talon au coin du feu (1975)
13. Pas de pitié pour Achille Talon (1976)
14. Le Mystère de l'homme à deux têtes (1976) - publicado antes  por entregas en el diario Le Parisien libéré y en la edición francesa del semanario Tintín
15. Le Quadrumane optimiste (1976) - publicado antes por entregas en Le Parisien libéré y en la edición francesa de Tintín
16. Le Trésor de Virgule (1977) - íd.
17. Le Roi des Zôtres (1977) - íd.
18. Le Coquin de sort (1977) - íd.
19. Le Grain de la folie (1978) - íd.
20. Viva Papa ! (1978) - publicado antes por entregas en Le Parisien libéré
21. Ma vie à moi (1978)
22. Le sort s'acharne sur Achille Talon (1979)
23. Achille Talon et la Main du serpent (1979) - publicado antes por entregas en Le Parisien libéré
24. L'Âge ingrat (1980) - publicado antes por entregas en el semanario católico Le Pèlerin y en Le Parisien libéré
25. L'Esprit d'Éloi (1980) - íd.
26. L'Arme du crocodile (1980) - publicado antes por entregas en Le Parisien libéré y en la revista VSD (Vendredi, Samedi, Dimanche; esp.: Viernes, Sábado, Domingo)
27. Ne rêvons pas (1981) - publicado antes por entregas en el semanario católico Le Pèlerin y en Le Parisien libéré
28. L'Insubmersible Achille Talon (1981)
29. La Loi du bidouble (1981) - publicado antes por entregas en Le Pèlerin y en Le Parisien libéré
30. Achille Talon a un gros nez (1982)
31. Il n'y a (Dieu merci) qu'un seul Achille Talon (1982)
32. La Traversée du disert (1982) - publicado antes por entregas en Le Pèlerin y en Le Parisien libéré
33. La Vie secrète du journal... Polite ! (1983)
34. L'Incorrigible Achille Talon (1983) ISBN 978-2-205-04959-6
35. Achille Talon à bout portant (1984) ISBN 978-2-205-05021-9
36. Achille Talon n'a pas tout dit (1984) ISBN 978-2-205-05018-9
37. L'Archipel de Sanzunron (1985) - publicado antes por entregas en la revista de los empleados del Crédit Lyonnais
38. Achille Talon contre docteur Chacal et mister Bide ! (1987) ISBN 978-2-205-05019-6
39. Talon (Achille pour les dames) (1989)
40. Achille Talon et le Monstre de l'étang Tacule (1989)
41. L'Appeau d'Éphèse (1991)
42. Le Musée Achille Talon (1996)
43. Achille Talon a la main verte (1998) (dibujo: Roger Widenlocher; guion: Christian Godard)
44. Tout va bien ! (2000) (dibujo: Roger Widenlocher; guion: Didier Christmann, con el seudónimo de Brett) ISBN 978-2-205-04914-5
45. Le Maître est Talon (2001) ISBN 978-2-205-05126-1
46. Le Monde merveilleux du journal Polite (2004) (dibujo: Roger Widenlocher; guion: Herlé y Brett) ISBN 978-2-205-04959-6
47. Achille Talon crève l'écran (2007) (dibujo: Moski; guion: Pierre Veys)
48. Achille Talon n'arrête pas le progrès (2009) (dibujo: Moski; guion: Pierre Veys)

- Álbumes publicitarios :
  - Achille Talon vous salue bien (1976)
  - Achille Talon fait son ménage (1976)
- Achille Talon, best of : 40 ans, 40 gags ISBN 978-2-205-05555-9

## Adaptaciones
En 1998 se realizó una adaptación francesa de la historieta para la televisión que adoptó el nombre inglés del personaje: Walter Melón. Fue producida mayoritariamente por France 2, y fue emitida en La 2 (España) y en ABC Family (Estados Unidos).